# Golwala subrosea
Golwala subrosea är en insektsart som beskrevs av Irena Dworakowska 1993. Golwala subrosea ingår i släktet Golwala och familjen dvärgstritar. Inga underarter finns listade i Catalogue of Life.